# Liffe 2012
23. ljubljanski mednarodni filmski festival je potekal od 7. do 18. novembra 2012, in sicer na naslednjih prizoriščih: Cankarjev dom (Linhartova in Kosovelova dvorana), Kinodvor, Kino Komuna, Slovenska kinoteka, Kino Šiška in Kolosej Maribor.

## Nagrade
| Nagrada                                           | Film                                                       | Režiser        |
| ------------------------------------------------- | ---------------------------------------------------------- | -------------- |
| vodomec                                           | Clip (Klip)                                                | Maja Miloš     |
| zmaj                                              | Lore                                                       | Cate Shortland |
| nagrada za najboljši kratki film                  | Tuba Atlantic                                              | Hallvar Witzo  |
| nagrada za najboljši kratki film – posebna omemba | La France qui se lève tôt (Francija, ki se zgodaj prebuja) | Hugo Chesnard  |
| FIPRESCI                                          | L'Enfant d'en haut (Otrok iz zgornjega nadstropja)         | Ursula Meier   |

Vodomec je nagrada režiserju najboljšega filma iz sklopa Perspektive po izboru mednarodne tričlanske žirije (Goran Dević, Donatello Fumarola in Lilijana Nedič). Zmaj je nagrada občinstva najbolje ocenjenemu filmu, ki še ni odkupljen za Slovenijo. Zanjo se je potegovalo 38 filmov, s povprečno oceno 4,64 pa je slavil film Lore (drugi so bili Srečni ljudje v tajgi Wernerja Herzoga – 4,63 –, tretji pa Še enkrat, Camille Noémie Lvovsky − 4,50). Nagrado FIPRESCI je podarila mednarodna žirija svetovnega združenja filmskih kritikov in novinarjev (Katharina Dockhorn, Igor Harb in Marko Njegic). Nagrado za najboljši kratki film je podelila žirija v sestavi Urška Kos, Lisa Neumann in Ivan Ramljak.

## Filmi

### Perspektive
| #   | Film                                    | Slovenski naslov              | Režiser               | Država                       | Leto | Dolžina | Jezik       |
| --- | --------------------------------------- | ----------------------------- | --------------------- | ---------------------------- | ---- | ------- | ----------- |
| 1.  | Habibi Rasak Kharban                    | Habibi                        | Susan Youssef         | Palestina, ZDA, Nizozemska   | 2011 | 80'     | arab.       |
| 2.  | Clip                                    | Klip                          | Maja Miloš            | Srbija                       | 2012 | 100'    | srb.        |
| 3.  | A Night Too Young                       | Mlada noč                     | Olmo Omerzu           | Češka, Slovenija             | 2012 | 65'     | češ.        |
| 4.  | Abrir puertas y ventanas (Back to Stay) | Odprimo vrata in okna         | Milagros Mumenthaler  | Argentina, Švica, Nizozemska | 2011 | 98'     | špan.       |
| 5.  | L'Enfant d'en haut (Sister)             | Otrok iz zgornjega nadstropja | Ursula Meier          | Švica, Francija              | 2012 | 97'     | fr./angl.   |
| 6.  | Ha-shoter (Policeman)                   | Specialec                     | Nadav Lapid           | Izrael                       | 2011 | 105'    | hebr./angl. |
| 7.  | O som ao redor (Neighbouring Sounds)    | Šumi soseske                  | Kleber Mendonça Filho | Brazilija                    | 2012 | 131'    | port.       |
| 8.  | Stillleben (Still Life)                 | Tihožitje                     | Sebastian Meise       | Avstrija                     | 2011 | 78'     | nem.        |
| 9.  | El Campo (In the Open)                  | Zunaj                         | Hernan Belon          | Argentina, Italija, Francija | 2010 | 85'     | špan.       |
| 10. | Beasts of the Southern Wild             | Zveri južne divjine           | Benh Zeitlin          | ZDA                          | 2012 | 91'     | angl.       |

### Predpremiere
| #   | Film                                         | Slovenski naslov | Režiser                          | Država                                    | Leto | Dolžina | Jezik       |
| --- | -------------------------------------------- | ---------------- | -------------------------------- | ----------------------------------------- | ---- | ------- | ----------- |
| 1.  | The Angel's Share                            | Angelski delež   | Ken Loach                        | VB, Francija, Belgija, Italija            | 2012 | 101'    | angl.       |
| 2.  | Barbara                                      | Barbara          | Christian Petzold                | Nemčija                                   | 2012 | 105'    | nem.        |
| 3.  | Dupa dealuri (Beyond the Hills)              | Daleč za griči   | Cristian Mungiu                  | Romunija, Francija, Belgija               | 2012 | 150'    | rom.        |
| 4.  | Fa meg pa, for faen (Turn Me On, Dammit!)    | Dej mi, no!      | Jannicke Systad Jacobsen         | Norveška                                  | 2011 | 76'     | nor.        |
| 5.  | The Master                                   | Gospodar         | Paul Thomas Anderson             | ZDA                                       | 2012 | 137'    | angl.       |
| 6.  | Hannah Arendt                                | Hannah Arendt    | Margarethe von Trotta            | Nemčija                                   | 2012 | 113'    | angl./nem.  |
| 7.  | Holy Motors                                  | Holy Motors      | Leos Carax                       | Francija, Nemčija                         | 2012 | 115'    | fr.         |
| 8.  | Jaz sem Janez Janša (My Name is Janez Janša) | −                | Janez Janša                      | Slovenija                                 | 2010 | 67'     | angl./slov. |
| 9.  | Amour (Love)                                 | Ljubezen         | Michael Haneke                   | Francija, Nemčija, Avstrija               | 2012 | 125'    | fr.         |
| 10. | Marley                                       | Marley           | Kevin Macdonald                  | VB, ZDA                                   | 2011 | 144'    | angl.       |
| 11. | Argo                                         | Misija Argo      | Ben Affleck                      | ZDA                                       | 2012 | 120'    | angl.       |
| 12. | On the Road                                  | Na cesti         | Walter Salles                    | Francija, Brazilija                       | 2012 | 135'    | angl.       |
| 13. | No                                           | Ne!              | Pablo Larrain                    | Čile, ZDA, Mehika                         | 2012 | 115'    | špan.       |
| 14. | Footnote                                     | Opomba           | Joseph Cedar                     | Izrael                                    | 2011 | 106'    | hebr.       |
| 15. | Submarine                                    | Podmornica       | Richard Ayoade                   | VB, ZDA                                   | 2010 | 97'     | angl.       |
| 16. | Reality                                      | Resničnost       | Matteo Garrone                   | Italija, Francija                         | 2012 | 115'    | it.         |
| 17. | Csak a szél (Just the Wind)                  | Samo veter       | Bence Fliegauf                   | Madžarska, Nemčija, Francija              | 2012 | 91'     | madž.       |
| 18. | Dark Horse                                   | Skriti adut      | Todd Solondz                     | ZDA                                       | 2011 | 84'     | angl.       |
| 19. | Tabu                                         | Tabu             | Miguel Gomes                     | Portugalska, Nemčija, Brazilija, Francija | 2012 | 110'    | port.       |
| 20. | Le Grand soir                                | Veliki večer     | Gustave Kervern, Benoît Delépine | Francija, Belgija                         | 2012 | 92'     | fr.         |
| 21. | Beginners                                    | Začetniki        | Mike Mills                       | ZDA                                       | 2010 | 105'    | angl.       |

### Kralji in kraljice
| #   | Film                                                                                             | Slovenski naslov                          | Režiser                         | Država                                | Leto | Dolžina | Jezik       |
| --- | ------------------------------------------------------------------------------------------------ | ----------------------------------------- | ------------------------------- | ------------------------------------- | ---- | ------- | ----------- |
| 1.  | Los pasos dobles (Double Steps)                                                                  | Dvojne stopinje                           | Isaki Lacuesta                  | Španija, Švica                        | 2011 | 86'     | fr./bambar. |
| 2.  | 11/25 jiketsu no hi: Mishima Yukio to wakamono-tachi (11/25: The Day Mishima Chose His Own Fate) | Mishima: 25. 11., dan, ko si je sodil sam | Koji Wakamatsu                  | Japonska                              | 2011 | 119'    | jap.        |
| 3.  | Impardonnables (Unforgivable)                                                                    | Neodpustljivi                             | André Téchiné                   | Francija                              | 2011 | 113'    | fr.         |
| 4.  | Paradies: Liebe (Paradise: Love)                                                                 | Paradiž: Ljubezen                         | Ulrich Seidl                    | Avstrija, Nemčija, Francija           | 2012 | 120'    | angl./nem.  |
| 5.  | Post tenebras lux                                                                                | –                                         | Carlos Reygadas                 | Mehika, Francija, Nemčija, Nizozemska | 2012 | 120'    | špan.       |
| 6.  | Bella addormentata (Dormant Beauty)                                                              | Speča lepotica                            | Marco Bellocchio                | Italija, Francija                     | 2012 | 115'    | it./fr.     |
| 7.  | Happy People, a Year in the Taiga                                                                | Srečni ljudje v tajgi                     | Werner Herzog, Dmitrij Vasjukov | Nemčija                               | 2010 | 80'     | angl./ruš.  |
| 8.  | Camille redouble (Camille Rewinds)                                                               | Še enkrat, Camille                        | Noémie Lvovsky                  | Francija                              | 2012 | 115'    | fr.         |
| 9.  | Da-reun na-ra-e-suh (In Another Country)                                                         | V tuji deželi                             | Hong Sang-soo                   | Južna Koreja                          | 2012 | 89'     | kor./angl.  |
| 10. | The Deep Blue Sea                                                                                | V vrtincu strasti                         | Terence Davies                  | VB                                    | 2011 | 98'     | angl.       |
| 11. | Book chon bang hyang (The Day He Arrives)                                                        | Vrnitev v Seul                            | Hong Sang-soo                   | Južna Koreja                          | 2011 | 79'     | kor.        |
| 12. | Yeralti (Inside)                                                                                 | Zapiski iz podtalja                       | Zeki Dekmirkubuz                | Turčija                               | 2012 | 107'    | tur.        |
| 13. | Les adieux a la reine (Farewell, My Queen)                                                       | Zbogom, kraljica                          | Benoît Jacquot                  | Francija, Španija                     | 2012 | 100'    | fr.         |
| 14. | Kiseki (I Wish)                                                                                  | Želim si ...                              | Hirokazu Kore-eda               | Japonska                              | 2011 | 128'    | jap.        |
| 15. | Dyut meng gam (Life Without Principle)                                                           | Življenje brez očal                       | Johnnie To                      | Hongkong                              | 2011 | 107'    | kit.        |

### Panorama svetovnega filma
| #   | Film                                          | Slovenski naslov             | Režiser                | Država                      | Leto | Dolžina | Jezik                    |
| --- | --------------------------------------------- | ---------------------------- | ---------------------- | --------------------------- | ---- | ------- | ------------------------ |
| 1.  | Alois Nebel                                   | Alois Nebel                  | Tomáš Lunák            | Češka, Nemčija, Slovaška    | 2011 | 84'     | češ.                     |
| 2.  | Avalon                                        | Avalon                       | Axel Petersén          | Švedska                     | 2011 | 79'     | šved.                    |
| 3.  | Diaz: Don't Clean Up This Blood               | Diaz                         | Daniele Vicari         | Italija, Romunija, Francija | 2012 | 127'    | it./angl./nem./fr./špan. |
| 4.  | Was bleibt (Home for the Weekend)             | Družinski vikend             | Hans-Christian Schmid  | Nemčija                     | 2012 | 84'     | nem.                     |
| 5.  | Dollhouse                                     | Hiša lutk                    | Kirsten Sheridan       | Irska                       | 2012 | 95'     | angl.                    |
| 6.  | Et maintenant on va ou? (Where Do We Go Now?) | In kam gremo zdaj?           | Nadine Labaki          | Francija, Libanon, Egipt    | 2011 | 100'    | arab./ruš./angl.         |
| 7.  | Berberian Sound Studio                        | Kriki groze v zvočnem studiu | Peter Strickland       | VB                          | 2012 | 92'     | angl./it.                |
| 8.  | L                                             | L                            | Babis Makridis         | Grčija                      | 2012 | 87'     | gr.                      |
| 9.  | Ljudožder vegetarijanac (Cannibal Vegeterian) | Ljudožerec vegetarijanec     | Branko Schmidt         | Hrvaška                     | 2012 | 91'     | hrv.                     |
| 10. | Lore                                          | Lore                         | Cate Shortland         | Nemčija, Avstrija, VB       | 2012 | 108'    | nem.                     |
| 11. | Museum Hours                                  | Muzejske urice               | Jem Cohen              | Avstrija, ZDA               | 2012 | 106'    | angl./nem.               |
| 12. | The Loneliest Planet                          | Najsamotnejši planet         | Julia Loktev           | Nemčija, ZDA                | 2011 | 113'    | angl.                    |
| 13. | Adikos kosmos (Unfair World)                  | Nepravični svet              | Filippos Tsitos        | Grčija, Nemčija             | 2012 | 118'    | gr.                      |
| 14. | Djeca (Children of Sarajevo)                  | Otroci Sarajeva              | Aida Begić             | BiH, Nemčija, Francija      | 2012 | 90'     | bos.                     |
| 15. | Verano (Summer)                               | Poletje                      | José Luis Torres Leiva | Čile                        | 2011 | 93'     | šp.                      |
| 16. | De rouille et d'os (Rust and Bone)            | Rja in kost                  | Jacques Audiard        | Francija, Belgija           | 2012 | 120'    | fr.                      |
| 17. | Paziraie sadeh (Modest Reception)             | Skromnost je lepa čednost    | Mani Haghighi          | Iran                        | 2012 | 100'    | perz.                    |
| 18. | Un Amour de jeunesse (Goodbye First Love)     | Zbogom, prva ljubezen        | Mia Hansen-Love        | Francija, Nemčija           | 2011 | 110'    | fr.                      |

### Ekstravaganca
| #  | Film                                   | Slovenski naslov          | Režiser           | Država            | Leto | Dolžina | Jezik    |
| -- | -------------------------------------- | ------------------------- | ----------------- | ----------------- | ---- | ------- | -------- |
| 1. | MondoManila                            | MondoManila               | Khavn de la Cruz  | Filipini, Nemčija | 2011 | 75'     | tagalog. |
| 2. | Wrong                                  | Narobe svet               | Quentin Dupieux   | Francija, ZDA     | 2011 | 94'     | angl.    |
| 3. | Serbuan maut (The Raid)                | Racija                    | Gareth Huw Evans  | Indonezija, ZDA   | 2011 | 100'    | indon.   |
| 4. | Hwanghae (The Yellow Sea)              | Rumeno morje              | Na Hong-Jin       | Južna Koreja      | 2010 | 140'    | kor.     |
| 5. | Juan de los Muertos (Juan of the Dead) | Vstaja kubanskih zombijev | Alejandro Brugués | Kuba, Španija     | 2011 | 96'     | špan.    |

### Retrospektiva: Film ceste
| #   | Film                                                                     | Slovenski naslov                       | Režiser             | Država              | Leto | Dolžina | Jezik       |
| --- | ------------------------------------------------------------------------ | -------------------------------------- | ------------------- | ------------------- | ---- | ------- | ----------- |
| 1.  | Vanishing Point                                                          | Avto smrti                             | Richard C. Sarafian | ZDA                 | 1971 | 106'    | angl.       |
| 2.  | Something Wild                                                           | Čudovito dekle                         | Jonathan Demme      | ZDA                 | 1986 | 114'    | angl.       |
| 3.  | Easy Rider                                                               | Goli v sedlu                           | Dennis Hopper       | ZDA                 | 1969 | 94'     | angl./špan. |
| 4.  | Highway 40 West − Reise in Amerika (Highway 40 West − Voyage in America) | Highway 40 West − Potovanje po Ameriki | Hartmut Bitomsky    | Zahodna Nemčija     | 1981 | 170'    | nem./angl.  |
| 5.  | Jizda (The Ride)                                                         | Ježa                                   | Jan Svěrák          | Češka               | 1994 | 90'     | češ.        |
| 6.  | Two-Lane Blacktop                                                        | Peklenski asfalt                       | Monte Hellman       | ZDA                 | 1971 | 102'    | angl.       |
| 7.  | Peščeni grad (The Castle of Sand)                                        | −                                      | Boštjan Hladnik     | Slovenija           | 1962 | 96'     | slov.       |
| 8.  | Radio On                                                                 | Radio do konca                         | Christopher Petit   | VB, Zahodna Nemčija | 1979 | 104'    | angl./nem.  |
| 9.  | Feux rouges (Red Lights)                                                 | Rdeče luči                             | Cédric Kahn         | Francija            | 2004 | 105'    | fr./angl.   |
| 10. | Im Lauf der Zeit (Kings of the Road)                                     | V teku časa                            | Wim Wenders         | Zahodna Nemčija     | 1976 | 175'    | angl./nem.  |
| 11. | It Happened One Night                                                    | Zgodilo se je neke noči                | Frank Capra         | ZDA                 | 1934 | 105'    | angl.       |
| 12. | They Live by Night                                                       | Živijo ponoči                          | Nicholas Ray        | ZDA                 | 1949 | 95'     | angl.       |

### Posvečeno: Léos Carax
| #  | Film                                           | Slovenski naslov           | Režiser                                 | Država                      | Leto | Dolžina | Jezik          |
| -- | ---------------------------------------------- | -------------------------- | --------------------------------------- | --------------------------- | ---- | ------- | -------------- |
| 1. | Strangulation Blues                            | Daviteljev blues           | Léos Carax                              | Francija                    | 1980 | 17'     | fr.            |
| 2. | Boy Meets Girl                                 | Fant sreča dekle           | Léos Carax                              | Francija                    | 1984 | 99'     | fr.            |
| 3. | Mauvais sang (Bad Blood)                       | Slaba kri                  | Léos Carax                              | Francija                    | 1986 | 116'    | fr.            |
| 4. | Les Amants du Pont-Neuf (Lovers on the Bridge) | Ljubimca z mostu Pont-Neuf | Léos Carax                              | Francija                    | 1991 | 125'    | fr.            |
| 5. | Pola X                                         | Pola X                     | Léos Carax                              | Francija                    | 1999 | 134'    | fr.            |
| 6. | Tokyo!                                         | Tokio!                     | Léos Carax, Michel Gondry, Bong Joon-ho | Francija, Japonska, Nemčija | 2008 | 112'    | fr./jap./angl. |

### Posvečeno: Matteo Garrone
| #  | Film                           | Slovenski naslov | Režiser        | Država  | Leto | Dolžina | Jezik |
| -- | ------------------------------ | ---------------- | -------------- | ------- | ---- | ------- | ----- |
| 1. | Ospiti                         | Gosta            | Matteo Garrone | Italija | 1998 | 78'     | it.   |
| 2. | Estate romana (Roman Summer)   | Rimsko poletje   | Matteo Garrone | Italija | 2000 | 90'     | it.   |
| 3. | L'imbalsamatore (The Embalmer) | Nagačevalec      | Matteo Garrone | Italija | 2002 | 96'     | it.   |
| 4. | Primo amore (First Love)       | Prva ljubezen    | Matteo Garrone | Italija | 2004 | 100'    | it.   |
| 5. | Gomorrah                       | Gomorra          | Matteo Garrone | Italija | 2008 | 135'    | it.   |

### Kinobalon
| #  | Film                                           | Slovenski naslov     | Režiser                            | Država                      | Leto | Dolžina | Jezik                  |
| -- | ---------------------------------------------- | -------------------- | ---------------------------------- | --------------------------- | ---- | ------- | ---------------------- |
| 1. | Patatje Oorlog (Taking Chances)                | Ali-ali              | Nicole van Kilsdonk                | Nizozemska, Belgija         | 2011 | 86'     | niz.                   |
| 2. | L'Apprenti Pere Noel (Santa's Apprentice)      | Božičkov vajenec     | Luc Vinciguerra                    | Avstralija, Francija, Irska | 2010 | 80'     | slov. (sinhronizirano) |
| 3. | Kauwboy                                        | Kauwboy              | Boudewijn Koole                    | Nizozemska                  | 2011 | 80'     | niz.                   |
| 4. | Isdraken (Ice Dragon)                          | Ledeni zmaj          | Martin Högdahl                     | Švedska                     | 2012 | 77'     | šved.                  |
| 5. | Dolfje Weerwolfje (Alfie, the Little Werewolf) | Mali volkodlak Dolfi | Joram Lürsen                       | Nizozemska                  | 2011 | 98'     | niz.                   |
| 6. | Zarafa                                         | Žirafa               | Rémi Bezançon, Jean-Christophe Lie | Francija, Belgija           | 2011 | 78'     | fr.                    |

### Kino-integral: Avtokrate
| #   | Film                                                              | Slovenski naslov                              | Režiser                               | Država            | Leto | Dolžina |
| --- | ----------------------------------------------------------------- | --------------------------------------------- | ------------------------------------- | ----------------- | ---- | ------- |
| 1.  | 39/81 Which Way to CA?                                            | 39/81 Po kateri poti do Kalifornije?          | Kurt Kren                             | Avstrija          | 1981 | 4'      |
| 2.  | automatic                                                         | avtomatik                                     | Josef Dabernig, G.R.A.M.              | Avstrija          | 2002 | 7'      |
| 3.  | Chiles en Nogada                                                  | Čiliji v orehovi omaki                        | Billy Roisz                           | Avstrija          | 2001 | 18'     |
| 4.  | Granturismo                                                       | Granturismo                                   | Günther Selichar, Loredana Selichar   | Avstrija          | 2001 | 5'      |
| 5.  | Luukkaankangas − updated, revisited                               | Luukkaankangas − posodobitev, preizpraševanje | Dariusz Kowalski                      | Avstrija          | 2005 | 7'      |
| 6.  | Eine Reise (The Journey)                                          | Popotovanje                                   | Gerda E. Grossmann, Margit Eschenbach | Avstrija, Nemčija | 1992 | 12'     |
| 7.  | Passagen (Passages)                                               | Prehodi                                       | Lisl Ponger                           | Avstrija          | 1996 | 12'     |
| 8.  | Sa, 29. Juni / Arctic Circle (Sat., 29th of June / Arctic Circle) | Sobota, 29. junija / Polarni krog             | Gustav Deutsch                        | Avstrija          | 1990 | 3'      |
| 9.  | Sunset Boulevard                                                  | Sunset Boulevard                              | Thomas Korschil                       | Avstrija, ZDA     | 1991 | 8'      |
| 10. | tucker                                                            | tucker                                        | Michaela Schwentner                   | Avstrija          | 2004 | 6'      |

### Svet na kratko
| #   | Sklop | Film                                                  | Slovenski naslov               | Režiser               | Država                | Leto | Dolžina |
| --- | ----- | ----------------------------------------------------- | ------------------------------ | --------------------- | --------------------- | ---- | ------- |
| 1.  | I     | We'll Become Oil                                      | Postali bomo nafta             | Mihai Grecu           | Romunija, Francija    | 2011 | 8'      |
| 2.  | I     | Sielunsieppaaja (Soul Catcher)                        | Lovec na duše                  | PV Lehtinen           | Finska                | 2011 | 14'     |
| 3.  | I     | Dell'ammazzare il maiale (About Killing the Pig)      | O klanju prašiča               | Simone Massi          | Italija               | 2011 | 6'20    |
| 4.  | I     | The Centrifuge Brain Project                          | Projekt Centrifugalni možgani  | Till Nowak            | Nemčija               | 2011 | 7'      |
| 5.  | I     | Rafa                                                  | Rafa                           | João Salaviza         | Portugalska, Francija | 2012 | 25'     |
| 6.  | I     | Le songe de Poliphile (The Strife of Love in a Dream) | Polifilova pesem               | Camille Henrot        | Francija              | 2011 | 11'37   |
| 7.  | I     | God View                                              | Božji pogled                   | Billy Lumby           | Velika Britanija      | 2011 | 7'      |
| 8.  | I     | La France qui se lève tôt (Early Rising France)       | Francija, ki se zgodaj prebuja | Hugo Chesnard         | Francija              | 2011 | 21'43   |
| 9.  | II    | The Pub                                               | Pivnica                        | Joseph Pierce         | VB                    | 2012 | 7'      |
| 10. | II    | Apele Tac (Silent River)                              | Tiha reka                      | Anca Miruna Lazarescu | Nemčija, Romunija     | 2011 | 30'     |
| 11. | II    | Good News Bad News                                    | Dobre novice, slabe novice     | Kacper Shikeli        | Poljska               | 2011 | 10'48   |
| 12. | II    | Tuba Atlantic                                         | Tuba Atlantic                  | Hallvar Witzo         | Norveška              | 2011 | 25'     |
| 13. | II    | Prtljag (Baggage)                                     | Prtljaga                       | Danis Tanović         | BiH                   | 2011 | 26'30   |